# 1695 au théâtre
| Années du théâtre : 1692 - 1693 - 1694 - 1695 - 1696 - 1697 - 1698    |
| Décennies du théâtre : 1660 - 1670 - 1680 - 1690 - 1700 - 1710 - 1720 |

## Événements
- Angelo Constantini, dit Mezzetin, publie à Paris la Vie de Scaramouche, consacrée à l'acteur italien de la commedia dell'arte Tiberio Fiorilli (1608-1694), créateur du personnage de Scaramouche[1].

## Pièces de théâtre publiées

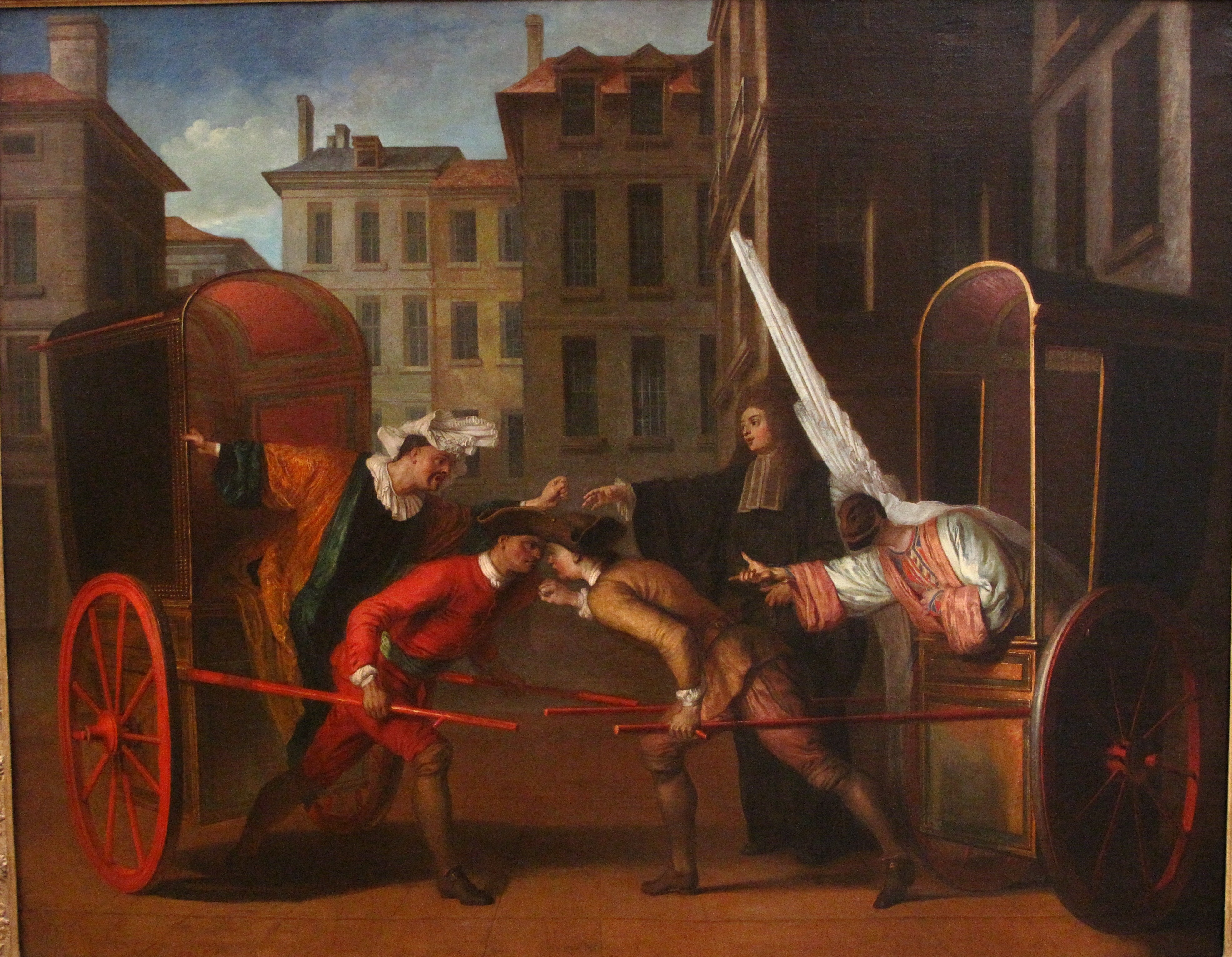
Claude Gillot, Les deux carrosses, vers 1707. Le théâtre de la foire et la commedia dell'arte ont été l'un des thèmes favoris du peintre. Inspirée d'un fait divers, cette scène humoristique a été ajoutée à la pièce de Regnard et Dufresny, La foire Saint-Germain, créée en 1695. Scaramouche et Arlequin, déguisés, s'apostrophent avec une véhémence caricaturale.

- Edme Boursault, Pièces de théâtre. Germanicus, tragedie. Marie Stuard, reine d'Écosse, tragédie. La comédie sans titre. Phaeton, comédie en vers libres. Méléagre, opéra. La feste de la Seine, petit divertissement en musique. Les mots à la mode, petite comédie ..., Paris, Jean Guignard.
- Claude Boyer, Judith, tragédie, Paris, Michel Brunet (Lire en ligne sur Gallica).
- François Passerat, Sabinus, tragédie, Bruxelles, George de Backer, 60 p. (Lire en ligne sur Gallica).

## Pièces de théâtre représentées
- 30 janvier : Attendez-moi sous l'orme de Charles Dufresny, Paris, Comédie-Italienne.
- 22 février : Les Dames vengées ou la Dupe de soi-même de Thomas Corneille et Donneau de Visé, Paris, Comédie-Française.
- 4 mars : Judith, tragédie de Claude Boyer, Paris, Comédie-Française, salle de la rue des Fossés Saint-Germain.
- 30 avril : Amour pour amour (Love for Love en anglais), comédie de William Congreve, Londres, théâtre de Drury Lane.
- 13 juillet : Le Tuteur amoureux de Dancourt, Paris, Comédie-Française.
- 13 août : La Foire de Bezons de Dancourt, Paris, Comédie-Française.
- 1er octobre : Le Retour de la foire de Bezons d'Évariste Gherardi, Paris, Comédie-Italienne.
- 15 octobre : Les Vendanges de Suresnes de Dancourt, Paris, Comédie-Française.
- octobre : The Rival Sisters: or, The Violence of Love, tragédie de Robert Gould, Londres, théâtre de Drury Lane.
- 18 novembre : Bradamante de Thomas Corneille et Donneau de Visé, Paris, Comédie-Française.
- 26 décembre : La Foire Saint-Germain de Regnard et Dufresny, Paris, Comédie-Italienne.
- 28 décembre : Sésostris, tragédie d'Hilaire-Bernard de Longepierre, Paris, Comédie-Française.
- décembre : 
  - Agnes de Castro, tragédie de Catharine Trotter, Londres, théâtre de Drury Lane.
  - Cyrus the Great, tragédie de John Banks, Londres, théâtre de Lincoln's Inn Fields.

## Naissances
- 31 juillet : Montmény (ou Montménil), acteur français, mort le 8 septembre 1743.
- 26 août : Marie-Anne-Christine Quinault, dite Mlle Quinault l'aînée, actrice et compositrice française, morte en 1791.
- 7 septembre : François Hus, comédien et chef de troupe français, mort avant 1774.
- Date précise non connue :
  - Namiki Sōsuke, dramaturge japonais, auteur de pièces kabuki et bunraku (théâtre de marionnettes), mort le 25 octobre 1751.

## Décès
- 30 avril : Angélique Mesnier, dite Mademoiselle Desmarest, actrice française.
- 3 mai : Philibert Gassot, dit Du Croisy, acteur français, membre de la troupe de Molière, sociétaire de la Comédie-Française, né en 1626.
- Vers 1695 : 
  - John Wilson, juriste, poète et dramaturge anglais, baptisé le 27 décembre 1626.